# Darling-Downs-Hüpfmaus
Die Darling-Downs-Hüpfmaus (Notomys mordax) ist ein ausgestorbenes Nagetier aus der Gattung der Australischen Hüpfmäuse (Notomys). Die Aborigines nannten sie payi. Sie ist nur durch einen einzigen Schädel bekannt, der einige Zeit vor 1846 in den Darling Downs im Südosten von Queensland gefunden wurde. Der Schädel lässt vermuten, dass sie entweder mit der Mitchells Hüpfmaus (Notomys mitchellii) eng verwandt oder möglicherweise mit ihr identisch war. Die Mahlzähne waren allerdings länger, die Nagezähne waren breiter und im Gegensatz zu den meisten anderen Mäusearten war ein zusätzlicher Vormahlzahn vorhanden. In jüngster Zeit wurde eine Anzahl subfossiler Schädel von Notomys-Exemplaren in Coonabarabran im Nordosten von New South Wales gefunden. Sie hatten kleinere Zähne als N. mitchellii aus Victoria und South Australia. Es ist allerdings bis heute unklar, welcher Art sie angehören. Das Aussterben der Darling-Downs-Hüpfmaus war möglicherweise eine Folge der Einführung von Rinderherden, die ihren Lebensraum stark verändert haben.